# زوي كروز
زوي كروز (بالإنجليزية: Zoe Cruz)‏ هي سيدة أعمال أمريكية، ولدت في 2 فبراير 1955 في اليونان.